# Jocelyn Peterman
Jocelyn Peterman (ur. 23 września 1993 w Red Deer) – kanadyjska curlerka, olimpijka z Pekinu 2022, wicemistrzyni świata w parach mieszanych.

## Kariera

### Juniorzy
W latach 2011–14 Peterman prowadziła własną drużynę z Brittany Tran, Beccą Hebert i Kristine Anderson. W 2012 roku wygrała mistrzostwa Kanady juniorów i reprezentowała kraj na mistrzostwach świata. Fazę grupową mistrzostw drużyna Peterman zakończyła z dorobkiem 6-3, ale przegrała tie-breaker przeciwko Annie Sidorowej, tym samym nie kwalifikując się do fazy play-off.

### Seniorzy
W 2014 roku dołączyła jako rezerwowa do drużyny Heather Nedohin. W kolejnym sezonie rozpoczęła grę jako druga w zespole Chelsea Carey, z którą grała do 2018 roku.
W 2018 roku dołączyła jako druga do drużyny Jennifer Jones, zastępując na tej pozycji Jill Officer. Wraz z Jones reprezentowała Kanadę na Zimowych Igrzyskach Olimpijskich w Pekinie w 2022 roku, gdzie zajęły 5. miejsce. Po rozpadzie drużyny w 2022 roku dołączyła do nowej drużyny Kaitlyn Lawes, z którą grała w Team Jones.

### Pary mieszane
Peterman występuje również w konkurencji par mieszanych z Brettem Gallantem. W 2019 roku w mistrzostwach świata w Stavanger zdobyli srebrny medal.
W 2022 roku ze względu na pandemię COVID nie odbyły się mistrzostwa Kanady par mieszanych, które miały wyłonić reprezentację na mistrzostwa świata. W tej sytuacji Curling Canada powierzył nominację reprezentacyjną Peterman i Gallantowi. Para ukończyła fazę grupową na drugim miejscu, z play-offach przegrywając z reprezentacją Norwegii i kończąc na piątym miejscu.

## Udział w zawodach międzynarodowych

### Kariera juniorska
| Rok  | Impreza                     | Gospodarz | Skip drużyny     | Pozycja | Miejsce    |
| ---- | --------------------------- | --------- | ---------------- | ------- | ---------- |
| 2012 | Mistrzostwa Świata Juniorów | Östersund | Jocelyn Peterman | skip    | 6. miejsce |

### Kariera seniorska

#### Curling kobiet
| Rok  | Impreza                     | Gospodarz     | Skip drużyny   | Pozycja | Miejsce    |
| ---- | --------------------------- | ------------- | -------------- | ------- | ---------- |
| 2016 | Mistrzostwa Świata Kobiet   | Swift Current | Chelsea Carey  | druga   | 4. miejsce |
| 2022 | Zimowe Igrzyska Olimpijskie | Pekin         | Jennifer Jones | druga   | 5. miejsce |

#### Pary mieszane
| Rok  | Impreza            | Gospodarz | Partner       | Miejsce    |
| ---- | ------------------ | --------- | ------------- | ---------- |
| 2019 | Mistrzostwa Świata | Stavanger | Brett Gallant | 2. miejsce |
| 2022 | Mistrzostwa Świata | Genewa    | Brett Gallant | 5. miejsce |